# Hervé Boursiquot
Hervé Boursiquot, né en Haïti en 1985, est un docteur en Sciences de l’Éducation, et expert en ingénierie de la formation, en management des organisations de formation, ainsi qu'en Validation des Acquis de l’Expérience (VAE) et en conduite de projets éducatifs,. Il a effectué une partie de sa carrière en Haïti et une autre partie en France. A partir de 2015, il occupe différents postes dans l'éducation et la coopération internationale à Haïti. C'est l'actuel Directeur Général de l’Office National de Partenariat en Éducation (ONAPE) Haïtien, depuis 2022.

## Biographie

### Parcours de Formation
Né le 23 septembre 1985 à La Vallée de Jacmel dans une modeste famille de cultivateurs, Hervé Boursiquot effectue sa scolarité à l’école maternelle Les Joyeux Lutins de Labady. Il poursuit ses études primaires à l’école des Frères de l’Institution Chrétienne (FIC) et ses études secondaires au Centre Alcibiade Pommayrac de Jacmel, où il obtient un Baccalauréat Général français, série Littéraire.
Admis au département de Lettres Modernes à l’École Normale Supérieure de l’Université d’État d’Haïti, il s’oriente ensuite vers le Département de Philosophie. En 2007, il obtient sa Licence en Philosophie et devient lauréat de la formation spécialisée CAEF (Certificat d’Aptitude à l’Enseignement du Français), équivalente à une Licence de l’Université des Antilles et de la Guyane. Il entame ensuite une maîtrise en Management des organisations de formation et conduite des projets d’éducation à l’Université Quisqueya.
Victime d’un grave accident de voiture à Pétion-Ville en novembre 2009, il suspend ses études et ses activités d’enseignement. Après le séisme de janvier 2010, il reprend son cursus en France à l’Université Jean Jaurès (Toulouse-II-Le Mirail), où il obtient un Master professionnel en Conseil, Accompagnement et Développement Professionnel. Il y développe un dispositif d’accompagnement à distance des candidats à la validation des acquis de l’expérience.
En 2011, l’Hôpital Purpan de Toulouse marque une étape importante de sa vie : il y subit une lourde opération d’allongement du fémur, réussie par le Professeur Franck Accadbled après une première intervention ratée en Haïti.
Durant sa convalescence, il prépare un projet de thèse sur les impacts de la validation des acquis de l’expérience en Haïti, qui remporte le concours de l’Agence Universitaire de la Francophonie (AUF). Bénéficiaire d’une bourse, il obtient le Doctorat en Sciences de l’éducation, spécialité Sociologie des politiques éducatives, à l’Université Paris-Est en décembre 2014.

## Parcours Professionnel
Docteur Boursiquot commence sa carrière dans l’enseignement secondaire en Haïti comme professeur de Latin, de Français et d’Histoire. Par la suite, il devient attaché Temporaire d’Enseignement et de Recherche (ATER) à l’Université Paris-Est Créteil de 2012 à 2015. Parallèlement, il est recruté par Développement International Desjardins (DID) en 2013 en tant qu’expert en éducation pour la mise en place de communautés de pratique d’enseignants dans les EFACAP de Marigot et de Mersan Haïti.

## Retour en Haïti et nouveaux engagements
En septembre 2015, il retourne définitivement en Haïti et rejoint l’Université Quisqueya comme enseignant-chercheur. Il y développe un axe de recherche sur la valorisation des expériences professionnelles au sein du Centre de Recherche en Éducation (CERED).
En octobre 2015, il devient Coordonnateur national du volet éducation du projet Crédit-Écolage, contribuant au développement des communautés de pratique comme stratégie de formation continue dans 47 écoles. Il s’intéresse particulièrement à la transformation du rôle des directeurs et conseillers pédagogiques en accompagnateurs pédagogiques.
En octobre 2017, il rejoint le Projet d’Éducation de Qualité en Haïti (PEQH) en tant qu’Assistant Technique auprès de la Direction Départementale d’Éducation du Sud-Est. Le projet, financé par la Banque Mondiale et ses partenaires, vise le renforcement de la qualité de l’éducation.
D’octobre 2017 à mars 2018, il coordonne les activités des 70 ans de coopération Haïti-UNESCO dans le Sud-Est, dans le cadre d’un projet d’appui psychosocial au profit des communautés éducatives. En juin 2019, il est promu Spécialiste en Éducation et Responsable de la Qualité au sein du PEQH, où il assure le suivi des activités éducatives jusqu’en janvier 2022.

## Un Engagement Citoyen pour l’Éducation en Haïti
En janvier 2022, par arrêté officiel, Docteur Hervé Boursiquot est nommé Directeur Général de l’Office National de Partenariat en Éducation (ONAPE), sur proposition du Ministre de l’Éducation, le Professeur Nesmy Manigat. Il devient ainsi le deuxième Directeur Général de cette institution chargée d’aligner les partenaires éducatifs sur les priorités du Ministère.
Le 25 septembre 2022, il est victime d’un kidnapping à Puits-Blain (Pétion-Ville) et séquestré à Grand-Ravine par le groupe armé de Ti-Lapli,.  Il est libéré 21 jours plus tard, le 15 octobre 2022, après le versement d’une rançon. Malgré les menaces et les pressions, Docteur Boursiquot décide de rester en Haïti et de poursuivre son engagement dans la réforme éducative, notamment la mise en place d’un enseignement multilingue basé sur la langue maternelle,

## Publications Scientifiques
- En 2014, les conditions d’émergence et les conséquences de l’institutionnalisation de la validation des acquis de l’expérience dans la formation continue en Haïti. In Lafont P. (dir.), Institutionnalisation et internationalisation de dispositifs de reconnaissance et de validation des acquis de l’expérience. Paris: Publibook[17].

- En 2017, communautés de pratique d’enseignant-e-s : défi du relèvement de la qualité de l’éducation en Haïti. Port-au-Prince : Éditions Média-Texte.

- En 2023, Diplômes, compétences et validation des acquis de l’expérience en Haïti. Paris: L’Harmattan[18].